# Freaky Fortune
Freaky Fortune – grecki duet muzyczny wykonujący muzykę dance, założony w 2012. Zespół tworzą Nick Raptakis i Teofilos Puzburis, reprezentanci Grecji w 59. Konkursie Piosenki Eurowizji (2014)

## Historia zespołu
W marcu 2012 Nick Raptakis i Teofilos Puzburis opublikowali nagranie swojej wersji piosenki „Part of Me” Katy Perry, który zgłosili do konkursu Can You Sing organizowanego przez amerykańskiego blogera Pereza Hiltona. Po wygraniu konkursu wydali trzy single: „Our Destiny”, „Stronger” i „All I Need (This Summer)”.
W 2014 z piosenką „Rise Up”, nagraną we współpracy z brytyjskim raperem Shane’em „RiskyKiddem” Schullerem, zakwalifikowali się do finału krajowych eliminacji eurowizyjnych. 11 marca wygrali finał selekcji, zdobywszy największe poparcie jurorów i telewidzów, dzięki czemu zostali wybrani na reprezentantów Grecji w 62. Konkursie Piosenki Eurowizji organizowanym w Kopenhadze. Przed konkursem singiel „Rise Up” dotarł do czwartego miejsca krajowej listy przebojów. 8 maja reprezentanci wystąpili w drugim półfinale konkursu i z siódmego miejsca awansowali do rozgrywanego dwa dni później finału. Zajęli w nim dwudzieste miejsce z 35 punktami na koncie. W późniejszych miesiącach 2014 wydali single: „In a World Without You” (nagrany z gościnnym udziałem Nicolasa Costy) i „Gi kai uranos”.

## Dyskografia

### Single
- 2012 – „Our Destiny”
- 2013 – „Stronger”
- 2013 – „All I Need (This Summer)”
- 2014 – „Rise Up” (z RiskyKiddem)[8]
- 2014 – „In a World Without You” (z Nicolasem Costą)
- 2014 – „Ji kai uranos”